# St. Michael (Unterkürnach)

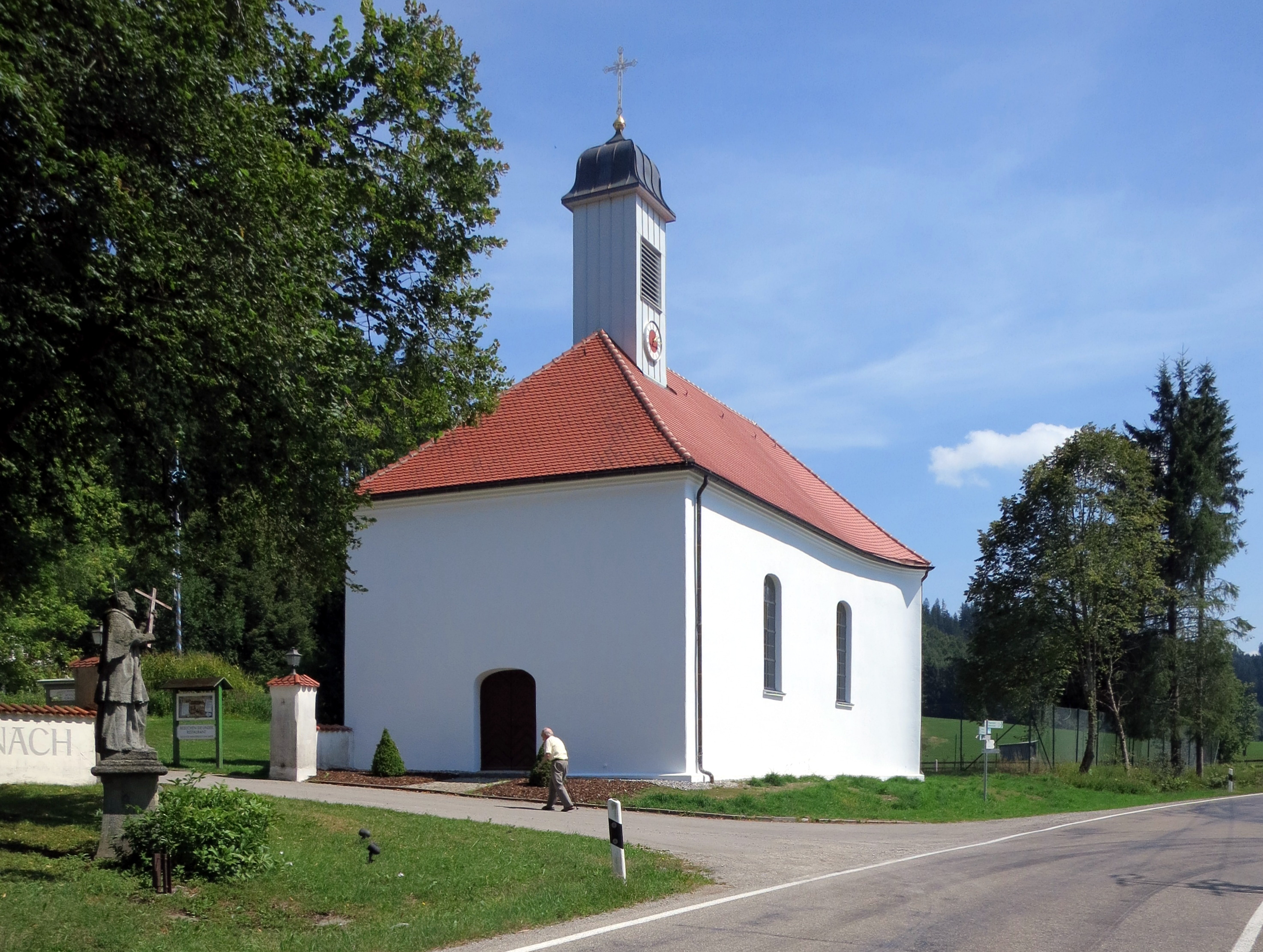
St. Michael in Unterkürnach bei Wiggensbach

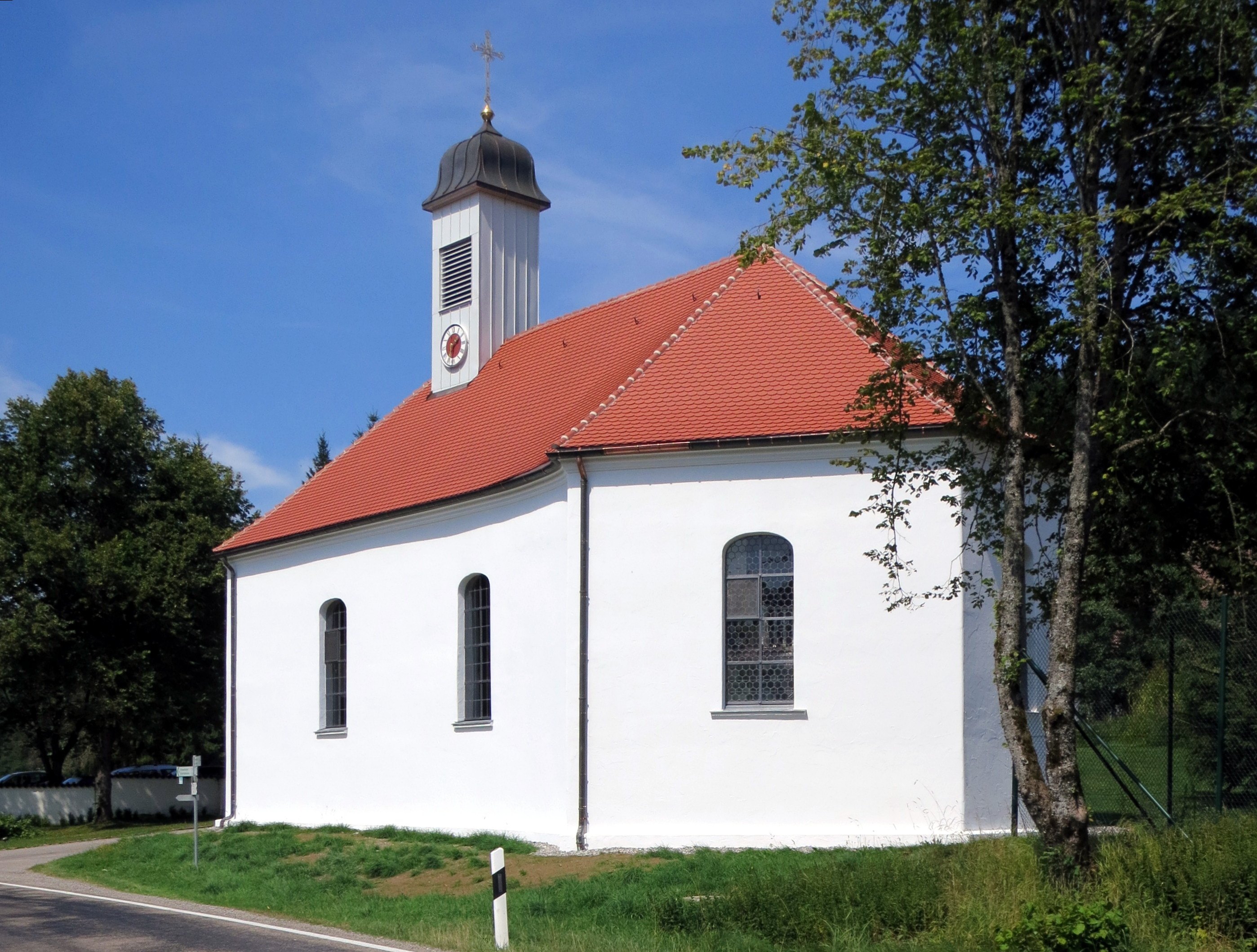
Perspektive aus Süd-Ost

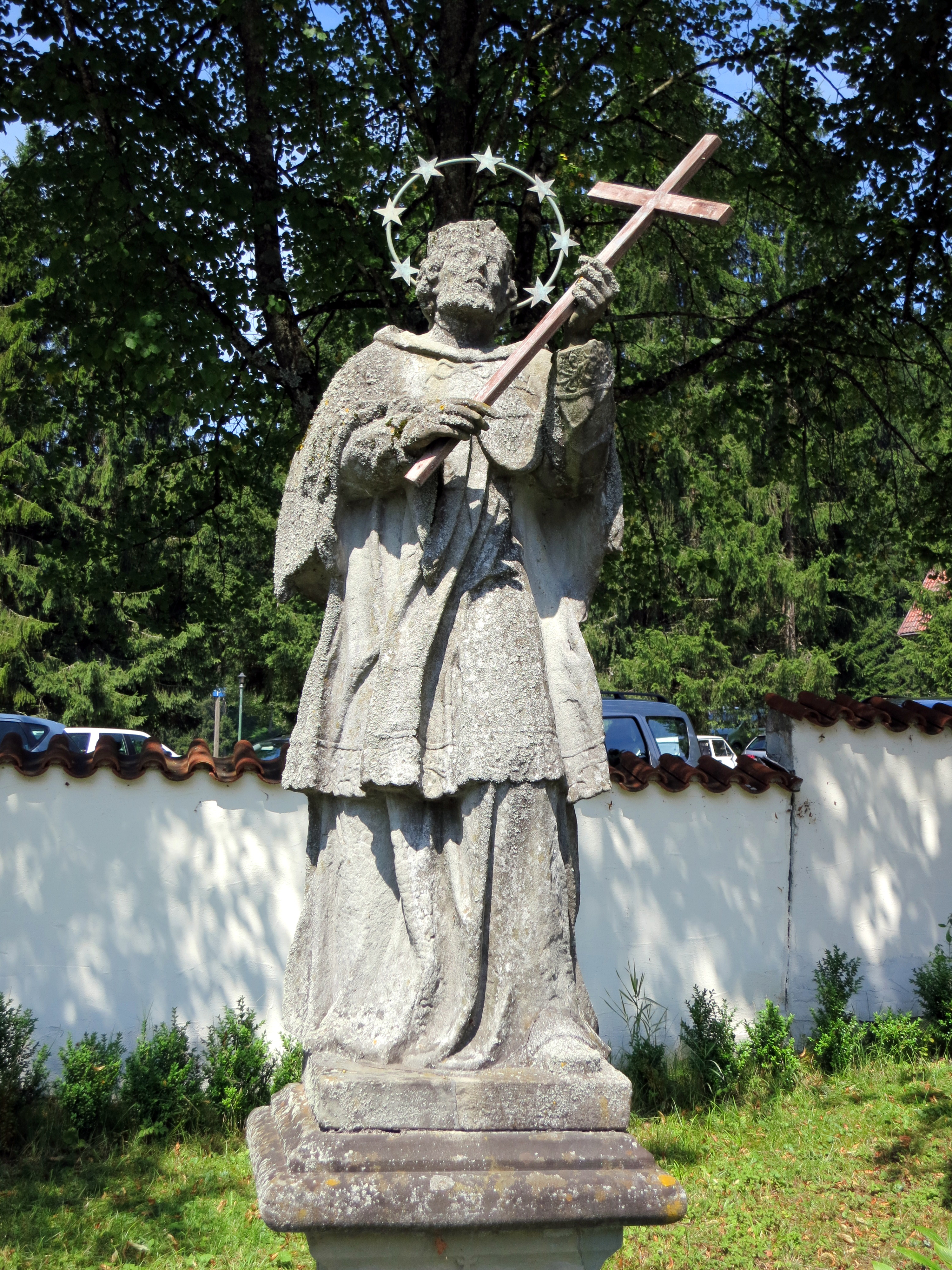
Sandsteinfigur des heiligen Nepomuk an der Kirche

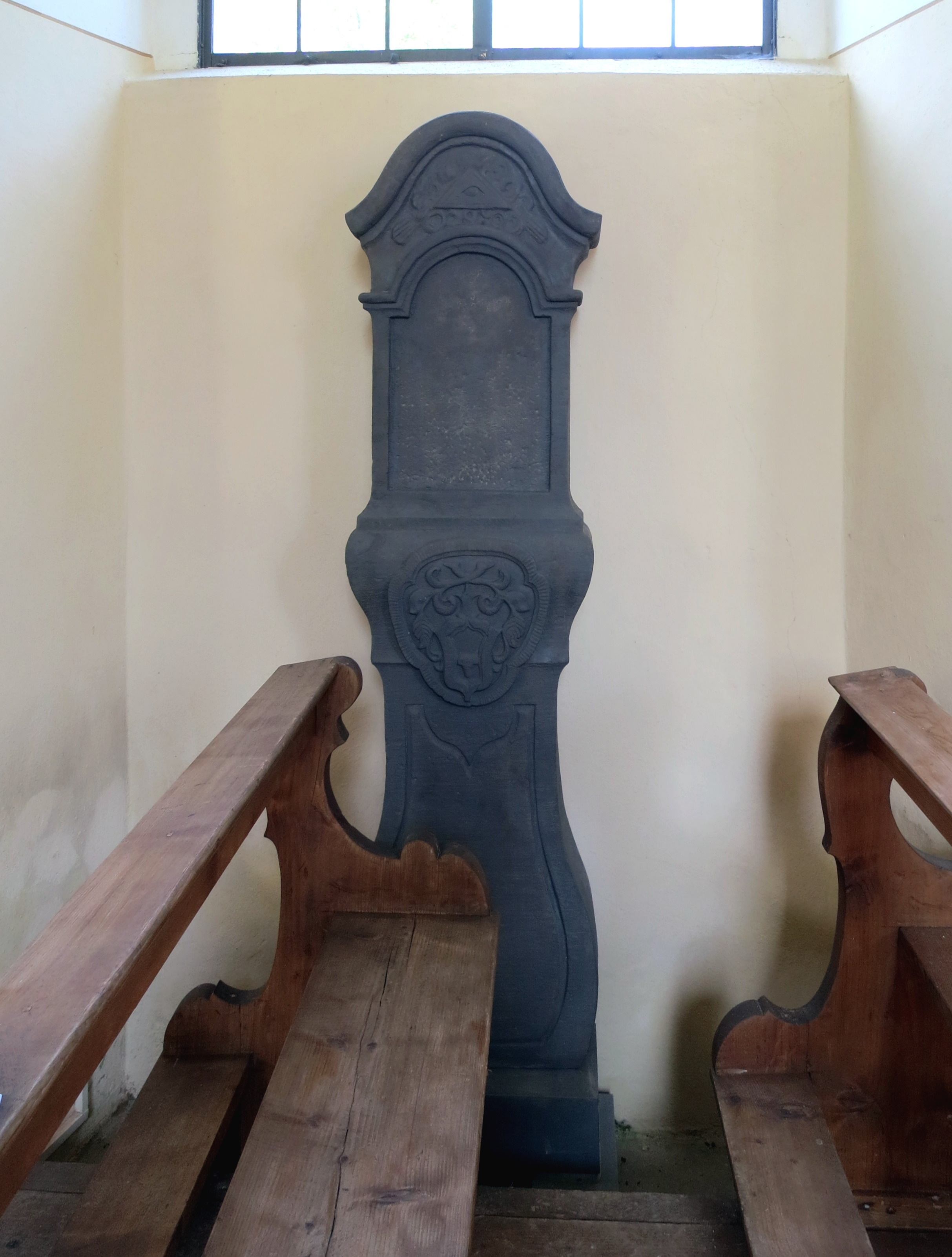
Ursprünglicher Grenzstein und Bildstock im Inneren der Kapelle

Die römisch-katholische Kapelle St. Michael ist ein in der bayerischen Denkmalliste eingetragenes Bauwerk in der Einöde Unterkürnach des Marktes Wiggensbach im schwäbischen Landkreis Oberallgäu. Lokal wird die kleine Kirche im Kürnacher Wald als Marienkapelle bezeichnet.

## Geschichte
Die an der Straße zwischen Schmidsfelden und Wegscheidel gelegene Kapelle wurde unter Honorius Roth von Schreckenstein gegen 1780 auf Grundlage eines älteren Vorgängerbaus errichtet. Der Vorgängerbau ist auf einer Zeichnung von 1754 dokumentiert. Die Kapelle ist Teil des 1709 errichteten, ländlichen Herrschaftshauses Kürnach des Fürststifts Kempten. St. Michael wurde 1903 und 1951/52 grundlegend saniert. Eine weitere Restaurierung fand in den Jahren 1993 bis 1995 statt.
Eine Muttergottesfigur des Hauptaltars wurde in den 1960ern gestohlen; später wurde sie durch ein geschenktes Exemplar des Restaurators Joseph Schugg ersetzt.
In den 1980er Jahren wurde die Kapelle als „Leere Hülse ohne Kern“ beschrieben. Anlass hierfür war der vorangegangene Verkauf jeglicher Skulpturen des Bildhauers Konrad Hegenauer (1734–1807) aus Pfullendorf durch einen früheren Eigentümer der Kapelle. Die ursprüngliche Ausstattung tauchte auf einem Münchener Kunstmarkt auf und wurde durch die Museumsbetriebe in Kempten, Leutkirch im Allgäu und Wangen im Allgäu erworben. Diese stellten die Originale zur Verfügung, damit eine ehrenamtliche Hobbyschnitzergruppe aus Kempten möglichst genaue Kopien erstellen konnte.
Bei der umfassenden Renovierung in den Jahren 2012/13 wurden unter anderem erhebliche Feuchtigkeitsschäden des Dach- und Deckentragwerks festgestellt. Das Kreuz auf dem Dachreiter ist neu vergoldet worden, derselbige wurde neu mit traditionellem Kupferblech bedeckt, womit das verzinkte, aber verrostete Dachblech ersetzt wurde. Am 27. Oktober 2013 war die Renovierung fertiggestellt, und die Kapelle wurde mit einem Gottesdienst wieder eröffnet.
In der Marienkapelle finden regelmäßig Konzerte und Hochzeiten statt.

## Beschreibung
Das Bauwerk ist ein gemauerter Rechteckbau mit leicht vorgezogenen Ecken zum Chor. Das über die Kehle flachgedeckte Kirchenschiff hat eine einfache Westempore. Das Schiff weitet sich über zwei Korbbogenfensterachsen in Altarnischen aus. Diese werden östlich durch eine niedrige Zwischenwand mit einer dritten Altarnische verbunden und gegen einen dreiseitigen Abschluss abgesetzt. Über zwei Seitentüren ist ein Sakristeiraum zugänglich. Dieser ist oben als Chorempore mit einer Balusterbrüstung offen gegen das Kirchenschiff. Im Kirchenraum ist ein umlaufendes Gesims erkennbar.
Über dem Stichbogenwestportal (Haupteingang) ruht ein quadratischer Dachreiter mit Zwiebelhaube.

### Fresken
Die Fresken in der Kapelle werden Franz Josef Hermann (1738–1806, Sohn von Franz Georg Hermann) zugeschrieben. Im Schiff befindet sich das Fresko mit einer Darstellung der Himmelfahrt Mariens, das zum Teil nachträglich ergänzt wurde. Östlich an den Rocaille-Rahmen ist eine mit zwei Putten hinterfangene Kartusche mit Draperie, darin ist das Wappen des Bauherren Honorius Roth von Schreckenstein verewigt.
Über der Chorempore ist die Marienkrönung abgebildet. In der Kehle sind hierbei Blütengehänge und Vasen. Eine klassizistische Ausmalung wurde bei der Renovierung in den 1950er Jahren freigelegt. Es handelt sich um eine Wandfelderung mit Eckrosetten und einer Kassettierung der Nischen. Der umlaufende Triglyphenfries enthält Medaillons der vier Kirchenväter. An der Westemporenbrüstung sind drei Putten mit Symbolen der göttlichen Tugenden angebracht.

### Altäre
Der locker aufgebaute Hochaltar ist gegen die Chorempore aufgestellt. In der geschweiften Rückwand ist die bekleidete Muttergottes zwischen den beiden Heiligen Rochus und Sebastian abgebildet. Das Werk stammt von Konrad Hegenauer.
Die Seitenaltäre enthalten im Sockel Reliquien. Nördlich handelt es sich um Altäre der Heiligen Honorius von Amiens, Ludwig und Benedikt von Nursia. Südlich stehen Altäre der Heiligen Innocentia und Scholastika von Nursia.

### Kanzel
Die Kanzel ist weiß-gold gefasst und mit leichtem Rocailledekor ausgearbeitet. Auf der Volutenpyramide des Schalldeckels ruhen Putten mit Gesetzestafeln.

## Sandsteinfigur des heiligen Nepomuk
Gegenüber dem Kapelleneingang befindet sich eine Sandsteinfigur des heiligen Johannes Nepomuk. Der Sockel beinhaltet das Wappen des Fürstabts Anselm Reichlin von Meldegg. Die Figur stand ursprünglich, wie für diesen Brückenheiligen üblich, an einer Brücke über einem Zufluss zur Kürnach. Dieser Zufluss ist mittlerweile verrohrt.

## Historischer Grenzstein
In der Kapelle ist ein Grenzstein des Fürststifts Kempten aufgestellt. Das Original stand mit einem weiteren Exemplar wenige Meter weiter über Jahrhunderte im Freien. Da der lokale Sandstein nicht sonderlich robust gegen Witterungseinflüsse ist, wurde eine Kopie angefertigt und an der ursprünglichen Stelle aufgestellt. Der Grenzstein trägt das Wappen des Bernhard von Buseck, einem Kammerpräsidenten des Fürststifts. Eine Jahreszahl ist im Stein nicht erhalten geblieben. Mit Recherchen ist festgestellt worden, dass in dem Gebiet Grundankäufe im Jahr 1761 aufgezeichnet sind und die Steine aus dieser Zeit stammen könnten. Vermutet wird eine zusätzliche Nutzung der Grenzsteine als Bildstock, da im oberen Teil das Auge Gottes oder das Auge der Weisheit zu erkennen ist.